# 전기상
전기상(1960년 ~ 2018년 1월 13일)은 전 KBS 드라마본부의 프로듀서이다.

## 생애
1985년 KBS 공채 11기로 입사하였고 2005년 KBS를 퇴사한 뒤 외주제작사 칼리스타로 자리를 옮겼는데 예전에 야구 드라마를 기획하면서 이 제작사 직원들과 인연을 맺은 바 있었다.
2018년 1월 13일 새벽 1시 20분경 서울특별시 영등포구 여의도의 한 횡단보도를 건너다 택시에 치인 직후 인근 여의도 성모병원으로 이송되었으나 향년 57세로 사망했다.

## 경력
- KBS 드라마본부 차장
- 칼리타스 PD
- 한국예술원 방송영상과 교수[3]

## 연출 작품

### KBS
- 1991년 KBS 2TV 《저린 손 끝》 (조연출)
- 1993년 KBS 1TV 《당신이 그리워질때》(연출)
- 1995년 KBS 2TV 《좋은 남자 좋은 여자》(조연출)
- 1996년 KBS 2TV 《파파》
- 1997년 KBS 2TV 《전설의 고향 - 1997년》 '검룡소애'
- 1997년 KBS 2TV 《완벽한 남자를 만나는 방법》
- 2000년 KBS 2TV 《RNA》
- 2003년 KBS 2TV 《보디가드》
- 2005년 MBC TV 《김약국의 딸들》
- 2007년 MBC TV 《신 현모양처》
- 2009년 KBS 2TV 《꽃보다 남자》

### SBS
- 2005년 SBS TV 《마이걸》
- 2012년 SBS TV 《아름다운 그대에게》

## 수상 경력
- 2010년 서울문화예술대상 드라마연출부문 대상

## 참고 사항
- 본인의 연출작 중 하나인 '검룡소애' 편(97년 8월 2일 1부 8월 3일 2부)이 속했던 KBS 2TV 전설의 고향 - 1997년에서 '순장' 편(97년 8월 23일 1부 8월 24일 2부)의 연출자는 KBS 드라마본부의 정성효 PD이다.

```
  그는 신인 배우나 신인 작가들과 함께 일 하며 많은 스타들을 탄생시켰고 일 밖에 몰랐던 그는 늘 자신의 일을 사랑하며 힘든 스케줄에도 감독으로서 최선을 다했다.
```